# Семь бабочек
«Семь ба́бочек» (фр. Sept papillons) — цикл миниатюр для виолончели соло финского композитора Кайи Саариахо.
Создан в 2000 году; частично написан Саариахо в Зальцбурге во время репетиций премьерной постановки её оперы «Любовь издалека».
Посвящён другу композитора виолончелисту Ансси Карттунену, впервые исполнившему произведение 10 сентября 2000 года в Хельсинки.

## Описание
Состоит из семи коротких частей:
- Papillon I. Dolce, leggiero, libero. («Первая бабочка. Нежно, легко, свободно».)
- Papillon II. Leggiero, molto espressivo. («Вторая бабочка. Легко, очень выразительно».)
- Papillon III. Calmo, con tristezza. («Третья бабочка. Сдержанно, с печалью».)
- Papillon IV. Dolce, tranquillo. («Четвёртая бабочка. Нежно, спокойно».)
- Papillon V. Lento, misterioso. («Пятая бабочка. Медленно, таинственно».)
- Papillon VI. Sempre poco nervoso, senza tempo. («Шестая бабочка. Всегда чуть нервно, без строгого ритма».)
- Papillon VII. Molto espressivo, energico. («Седьмая бабочка. Очень выразительно, энергично».)

Общая длительность — около 11—12 минут.
В музыке цикла преобладают негромкие динамические оттенки и бьющиеся, трепещущие звучания: трели, тремоло, быстрые чередования нот; широко используются флажолеты.
Как и в других сочинениях Саариахо, в «Семи бабочках» размывается чёткая граница между музыкальным звуком и шумовым эффектом. Ноты мягко возникают из шорохов (crescendo dal niente), растворяются в свирепом скрежете, достигаемом усиленным давлением смычка на струны (пережимом); в 6-й части происходят плавные переходы между игрой несколько ближе к подставке (sul ponticello), дающей звуки определённой высоты, и игрой прямо у подставки (estremamente sul ponticello), дающей чисто шумовое звучание.

## Аудиозаписи
| Год записи | Исполнитель                                | Длительность |
| ---------- | ------------------------------------------ | ------------ |
| 2004       | Ансси Карттунен (фин. Anssi Karttunen)     | 11:44        |
| 2006       | Алексис Дешарм (фр. Alexis Descharmes)     | 11:06        |
| 2017       | Вильгельмина Смит (англ. Wilhelmina Smith) | 12:12        |
| 2020       | Иоанна Гутовска (пол. Joanna Gutowska)     | 11:38        |